# Константин Ласкарис
Константин (XI) Ласкарис (на гръцки: Κωνσταντίνος Λάσκαρης) е византийски император, управлявал за един ден през 1204. Доколкото Константин не е бил официално коронован, мнозина историци не го причисляват към византийските императори. В някои по-стари източници той фигурира като Константин XI Ласкарис, докато Константин XI Драгаш е считан за Константин XII.

## Избор
След като рицарите от четвъртия кръстоносен поход достигат до Константинопол на 12 април 1204 и го обсаждат, голяма част от жителите, както и това, което е останало от Варяжката гвардия се събират в църквата Света София, за да изберат нов император след като Алексий V избягва от града. Двамата кандидати представят себе си – Константин Ласкарис и Константин Дука (вероятно сина на Йоан Ангел Дука и по този начин първия братовчед на Исаак II Ангел и Алексий III Ангел). И двамата представят своите идеи, защо да са императори, но хората не могат да изберат между тях, тъй като и двамата са млади и са доказали военните си умения. Възможно е да е имало избор и Ласкарис да е избран от останките от армията за следващ император.

## Управление
Ласкарис отказва да приеме императорската мантия (държи я в ръцете си, но без да я сложи върху себе си); придружен от патриарха на Константинопол Йоан X до центъра на града, той подтиква насъбралия се народ да се съпротивлява на латинците с всички сили. Обаче, тълпата не била склонна да рискува живота с в такъв едностранен конфликт и той се обърнал към варягите и поискал тяхната подкрепа. Варягите се съгласяват и той потегля заедно с тях, за да окажат последна съпротива на рицарите. Обаче варягите предават Константин в последния момент и той бързо напуска Константинопол в ранните часове на 13 април 1204 г.. Присъединява се към брат си Теодор I Ласкарис в Никея. На 19 март 1205 край крепостта Адрамит се срещат армиите на Хенрих Фландърски и тази на Константин Ласкарис, който губи битката. Нищо повече не се чува за Константин Ласкарис след тази битка.